# Kjerag
Kjerag – góra położona w Norwegii nad Lysefjordem, nieopodal miasta Forsand w okręgu Rogaland. Jej najwyższy punkt wznosi się na wysokość 1100 metrów nad poziomem morza, jednakże najwięcej turystów przyciąga położony w jej północnej części uskok z przepaścią sięgającą 984 m. Rozciąga się z tego miejsca imponujący widok na błękitne wody Lysefjorden. Tuż obok znajduje się Kjeragbolten, zaklinowany pomiędzy dwiema skałami głaz o objętości 5 m³. Po drugiej stronie znajduje się Preikestolen.
Kjerag jest popularnym miejscem wspinaczek. Przyciąga coraz większe rzesze turystów. Jest również bardzo popularnym miejscem BASE jumpingu.
Na dojazd ze Stavanger należy poświęcić około 2 godzin. Najprostsza droga prowadząca na szczyt rozpoczyna się w restauracji Øygardstølen, stanowiącej centrum turystyczne i - położonej 640 metrów poniżej - wioski Lysebotn. Na szczyt wiedzie dość trudna droga, której pokonanie zajmuje około 2,5 - 3 godzin (w każdą ze stron).

## BASE jumping
Kjerag stał się popularnym miejscem miłośników Base jumpingu. Ocenia się, iż w okresie od 1994 do 2008 oddanych zostało 29 000 skoków.
W tym samym okresie miało miejsce co najmniej 9 wypadków śmiertelnych:
- Sebastian Dectot (24, z Francji), 16 sierpnia 1996
- Ulla-Stina Östberg (46, ze Szwecji), 29 lipca 1997
- Thor Alex Kappfjell (32, z Norwegii), 6 lipca 1999
- Kirill Goretov (29, z Rosji), 15 sierpnia 1999
- Terry Forrestal (52, z Wielkiej Brytanii), 10 czerwca 2000
- Valentino Ventori (30, z Włoch), 5 sierpnia 2000
- Lori Barr (37, ze Stanów Zjednoczonych), 23 lipca 2002
- Rob Tompkins (30, ze Stanów Zjednoczonych), 12 września 2002
- Darcy Zoitsas (pseudonim - Peter Pan) (39, z Australii), 19 lipca 2005[2]

Warto dodać, iż jedynie w latach 1994 - 2005 miało miejsce 76 wypadków. 9 z nich zakończyło się śmiercią skoczków.
W 2010 na zboczach góry miał miejsce kolejny wypadek śmiertelny. 24 lipca 2010 śmiercią tragiczną zginął rosyjski basejumper Anton Kniestjapin (ros. Антон Кнестяпин). Miał 25 lat.

## Kjerag w kulturze
W norweskim filmie dokumentalnym Loop (2005), basejumper Kristen Reagan wspina się na wysokość ponad 1000 metrów, po czym oddaje skok ze szczytu góry. 
W 2021 roku ukazał się album zespołu Dream Theater zatytułowany A View from the Top of the World którego okładka jest inspirowana słynnym widokiem na Kjeragbolten.

## Galeria

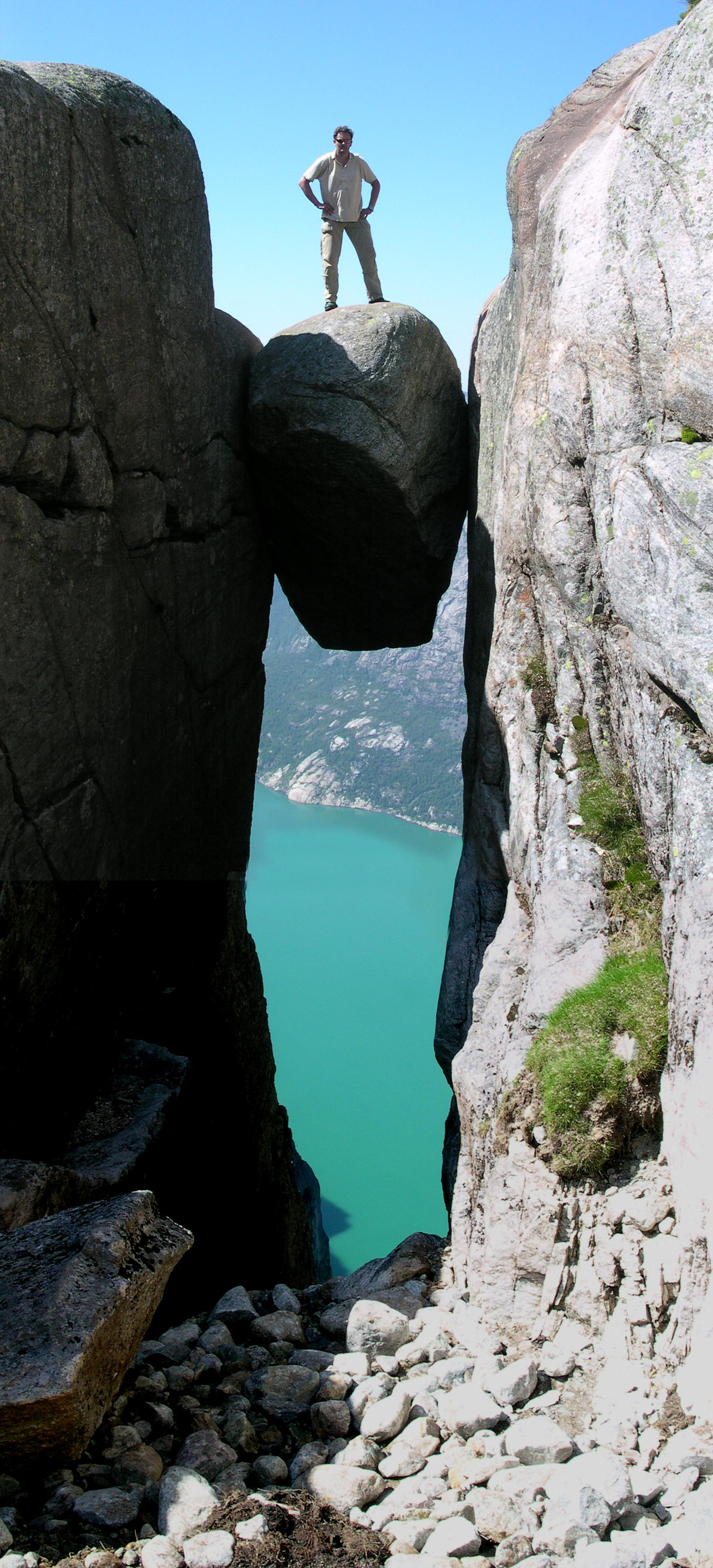
Człowiek stojący na Kjeragbolten
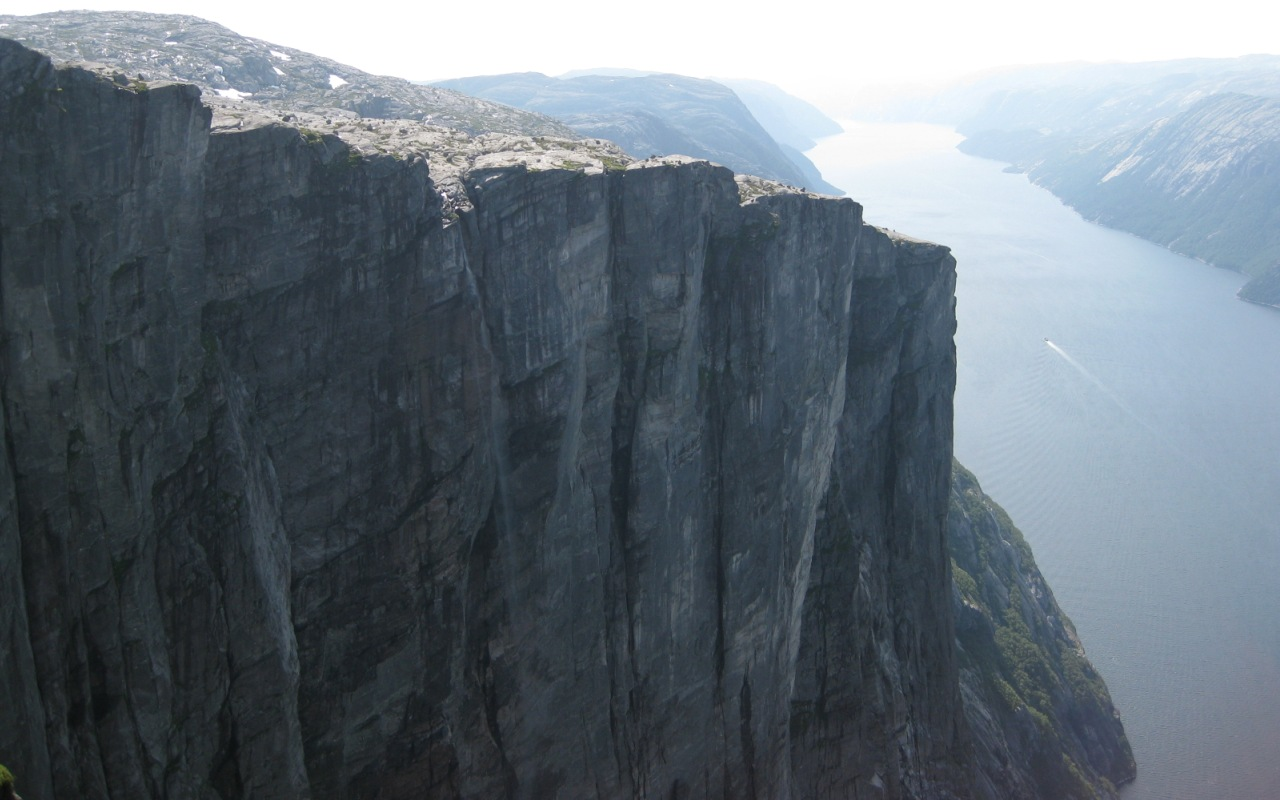
Ściana Kjerag
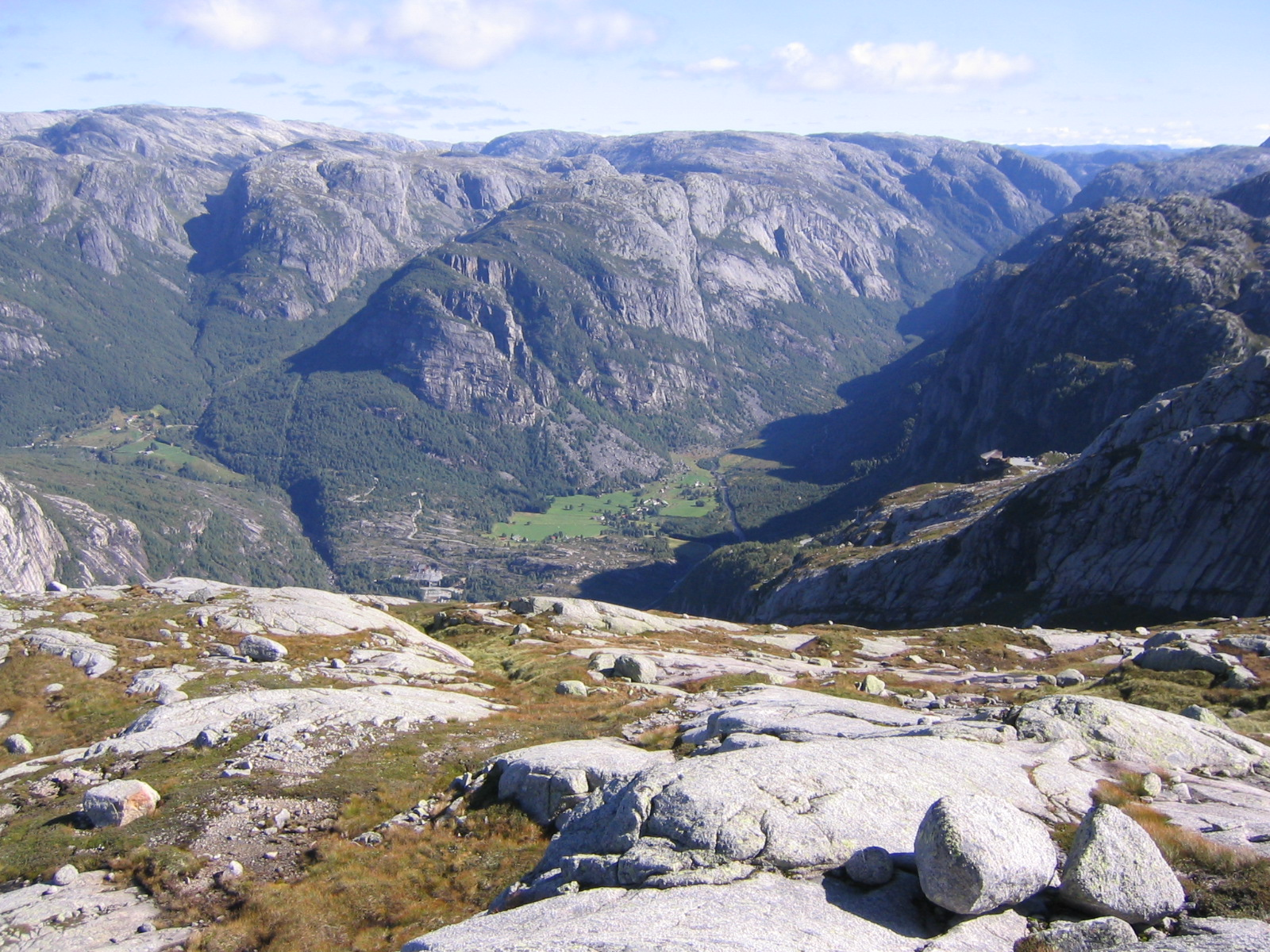
Widok ze szlaku na Kjerag